# Telekompresor
Telekompresor (reduktor ogniskowej) - urządzenie służące do zmniejszenia ogniskowej układu optycznego. Umożliwia zwiększenie światłosiły obiektywu fotograficznego, co skraca czas naświetlania. Powiększa się również pole widzenia.